# Escut de Sidamon

Escut oficial de Sidamon

L'escut oficial de Sidamon té el següent blasonament:
Escut caironat: d'or, tres faixes viperades de sable; ressaltant sobre el tot una rodella de gules amb una creu de Malta d'argent. Per timbre, una corona mural de poble.

## Història
Va ser aprovat el 4 de setembre del 2002 i publicat al DOGC el 24 del mateix mes amb el número 3276.
Un cop conquerida als musulmans, la localitat fou repoblada pels templers (1150) i més tard fou donada, el 1318, als hospitalers. Sidamon, a més, era part de la baronia d'Anglesola, al territori de la comanda hospitalera de l'Espluga Calba. L'escut reflecteix la història del poble: s'hi veu el viperat d'or i de sable de les armes dels Anglesola i la creu de Malta, símbol dels cavallers de Sant Joan de l'Hospital.